# Ludwik Eugeniusz Stankiewicz
Ludwik Eugeniusz Stankiewicz (ur. 24 października 1888, zm. ?) – podpułkownik piechoty Wojska Polskiego.

## Życiorys
Od 1907 roku był zawodowym żołnierzem cesarskiej i królewskiej Armii. Jego oddziałem macierzystym był c. i k. 57 pułk piechoty w Tarnowie. Przed wielką wojną służył w II batalionie, który był detaszowany w Zenicy. Uczestniczył w mobilizacji c. i k. armii, przeprowadzonej w latach 1912–1913 w związku z wojną na Bałkanach. W czasie I wojny światowej walczył w szeregach swojego pułku. W czasie służby awansował na kolejne stopnie w korpusie oficerów piechoty: kadeta (1 września 1907 roku), podporucznika (1 listopada 1910 roku), porucznika (1 sierpnia 1914 roku) i kapitana (1 sierpnia 1917 roku).
Po odzyskaniu przez Polskę niepodległości został przyjęty do Wojska Polskiego. Brał udział w wojnie polsko-bolszewickiej. 21 grudnia 1920 roku został zatwierdzony z dniem 1 kwietnia 1920 roku w stopniu majora, w piechocie, w grupie oficerów byłej armii austriacko-węgierskiej. 1 czerwca 1921 roku pełnił służbę w 58 pułku piechoty w Poznaniu, a jego oddziałem macierzystym był 22 pułk piechoty w Siedlcach. 3 maja 1922 roku został zweryfikowany w stopniu majora ze starszeństwem z dniem 1 czerwca 1919 roku i 124. lokatą w korpusie oficerów piechoty, a jego oddziałem macierzystym był nadal 22 pułk piechoty. W 1923 roku pełnił obowiązki komendanta Kadry batalionu zapasowego 22 pułku piechoty. W latach 1924–1925 dowodził III batalionem 22 pp. 31 października 1927 roku został przeniesiony do 68 pułku piechoty we Wrześni na stanowisko dowódcy II batalionu. 23 stycznia 1928 roku został awansowany na podpułkownika ze starszeństwem z dniem 1 stycznia 1928 roku i 2. lokatą w korpusie oficerów piechoty.
12 marca 1929 roku został przeniesiony do Powiatowej Komendy Uzupełnień Tarnopol na stanowisko pełniącego obowiązki komendanta. 23 grudnia 1929 roku został przeniesiony do Powiatowej Komendy Uzupełnień Konin na stanowisko pełniącego obowiązki komendanta. 31 marca 1930 roku został przeniesiony na stanowisko komendanta Powiatowej Komendy Uzupełnień Jarocin. 23 marca 1932 roku został przeniesiony do Powiatowej Komendy Uzupełnień Gniezno na stanowisko komendanta. Z dniem 31 sierpnia 1935 roku został przeniesiony w stan spoczynku.

## Ordery i odznaczenia
- Krzyż Walecznych
- Order Żelaznej Korony 3 klasy z dekoracją wojenną i mieczami (Austro-Węgry)[5]
- Krzyż Zasługi Wojskowej III klasy z dekoracją wojenną i mieczami (Austro-Węgry)[5]
- Brązowy Medal Zasługi Wojskowej Signum Laudis z mieczami na wstążce Krzyża Zasługi Wojskowej (Austro-Węgry)[4]
- Krzyż Wojskowy Karola (Austro-Węgry)[5]
- Krzyż Jubileuszowy Wojskowy (Austro-Węgry)[2]
- Medal Pamiątkowy Bośniacko-Hercegowiński (Austro-Węgry)[3]
- Krzyż Pamiątkowy Mobilizacji 1912–1913 (Austro-Węgry)[3]